# Prologo di Jurassic World - Il dominio
Nel 2021 è stato distribuito un prologo di cinque minuti del film Jurassic World - Il dominio (2022), inizialmente come anteprima esclusiva nelle sale IMAX e successivamente pubblicato online come cortometraggio. Si tratta del secondo cortometraggio live-action del franchise di Jurassic Park, dopo Battle at Big Rock (2019).
Il prologo include una sequenza preistorica ambientata nel Cretaceo, che mostra diversi dinosauri nei loro habitat naturali. Questa parte è stata girata sull'isola di Socotra, nello Yemen. La seconda sequenza, invece, è ambientata ai giorni d'oggi e mostra un Tyrannosaurus rex che semina il panico in un cinema drive-in mentre sfugge alla cattura. Le riprese di questa scena si sono svolte in Inghilterra, sebbene la storia sia ambientata in California.
Il filmato è stato proiettato nel giugno 2021 come anteprima promozionale allegata alle proiezioni IMAX di Fast & Furious 9 - The Fast Saga. Il regista Colin Trevorrow lo aveva concepito come i primi cinque minuti di Jurassic World - Il dominio, ma ha deciso di escluderlo dal montaggio finale per motivi di durata. Il prologo è stato pubblicato online il 23 novembre 2021 per promuovere il film prima della sua uscita nelle sale, avvenuta il 10 giugno 2022. Successivamente, è stato reintegrato nell'edizione estesa del film, distribuita per il mercato home video il 16 agosto 2022.

## Trama
Il prologo presenta un segmento preistorico che si svolge 65 milioni di anni fa durante il Cretaceo. Introduce diverse nuove creature nella serie di film di Jurassic Park e le descrive nei loro habitat naturali: tre Dreadnoughtus che camminano nei pressi di un lago, un Quetzalcoatlus e Pteranodon che divorano una carcassa e si tuffano in un fiume a caccia, Ankylosaurus che bevono sulle sponde del lago, un Oviraptor che mangia un uovo in una grotta, un branco di Nasutoceratops che attraversa un fiume, e un Moros intrepidus e un Giganotosaurus in una relazione simbiotica.
Il segmento preistorico si conclude con uno scontro tra il Giganotosaurus e un Tyrannosaurus parzialmente piumato. Un vicino Iguanodon e alcuni uccelli primitivi fuggono dall'area mentre i due carnivori combattono, con il Giganotosaurus che uccide il Tirannosauro. Una zanzara succhia il sangue del tirannosauro, creando la premessa del franchise, in cui il DNA antico viene recuperato dalle zanzare conservate nell'ambra per progettare i dinosauri.
Il prologo salta nel nord della California ai giorni nostri, in cui l'originale Tirannosauro di Jurassic Park è inseguito dai ranger in un elicottero appartenente al Fish and Wildlife Service degli Stati Uniti dopo la sua fuga alla fine di Jurassic World - Il regno distrutto (2018). Fuggendo in preda al panico, entra in un cinema drive-in mentre elude l'elicottero confuso, scatenando il caos. Un ranger tenta di tranquillizzare il T. rex, che però scappa nei boschi vicini.

## Produzione
Come il film principale, il prologo è stato diretto da Colin Trevorrow, co-scritto da lui ed Emily Carmichael e presenta una colonna sonora composta da Michael Giacchino.
Il segmento preistorico è stato girato interamente sull'isola di Socotra da una troupe della seconda unità, un luogo che da tempo affascinava Trevorrow. Il regista era attratto dalla vegetazione unica dell'isola e ha dichiarato: «L'idea di poter collocare le creature più antiche conosciute in un luogo che sembra la parte più antica del pianeta era affascinante per me». Il segmento è stato realizzato basandosi sugli storyboard di Glen McIntosh, che aveva lavorato ai precedenti film di Jurassic World con la Industrial Light & Magic (ILM). Sebbene McIntosh avesse lasciato la ILM, Trevorrow voleva coinvolgerlo nella sequenza, che i due hanno progettato insieme. I film del franchise di Jurassic Park non avevano mai mostrato i dinosauri nel loro ambiente preistorico, qualcosa che Trevorrow desiderava vedere sullo schermo fin dall'infanzia.
Il segmento ambientato nel Cretaceo mostra principalmente dinosauri che coesistono pacificamente. Colin Trevorrow ha dichiarato: «Proiettiamo la nostra umanità e il nostro istinto sui dinosauri, perché di solito li consideriamo come giocattoli che fanno "raaawww". Li facciamo combattere tra loro: in fondo, siamo noi a farlo. In realtà, alcuni dinosauri erano predatori, ma se c’è una fonte d’acqua comune, si ritrovano tutti lì a bere insieme». La brevità dello scontro tra il Giganotosaurus e il T. rex si ispira a documentari naturalistici su animali moderni.
I dinosauri sono stati realizzati tramite immagini generate al computer (CGI), curate dalla Industrial Light & Magic (ILM). Trevorrow ha raccontato di aver trovato particolarmente difficile creare il segmento del Cretaceo «in un modo che sembrasse tattile, vivo e presente, e non soltanto come un insieme di computer impegnati a renderizzare il più velocemente possibile». Parlando del livello di dettaglio raggiunto nella rappresentazione degli animali, ha spiegato: «Ogni volta che affrontiamo un progetto del genere, impariamo qualcosa di nuovo sull'illuminazione. In questo caso, abbiamo lavorato per creare un ambiente che ci permettesse di retroilluminare i dinosauri con un tono ambrato, molto caldo e ricco, che consentisse alla luce di animare ogni cosa».
I paleontologi Jack Horner e Steve Brusatte hanno collaborato come consulenti per la sequenza ambientata nel Cretaceo, al fine di garantirne l'accuratezza scientifica. Nei film precedenti, alcuni dinosauri erano stati rappresentati con caratteristiche inesatte o superate; Trevorrow ha espresso entusiasmo per il prologo, poiché offriva per la prima volta la possibilità di «vedere questi dinosauri nella loro forma paleontologicamente corretta». Nei capitoli precedenti, infatti, i dinosauri erano creature geneticamente ingegnerizzate, il cui genoma era stato completato con DNA di rana, giustificando così eventuali imprecisioni nell’aspetto e nel comportamento. Il prologo ha introdotto nella saga la presenza di dinosauri piumati, tra cui Moros intrepidus, un piccolo membro della famiglia dei tirannosauridi descritto nel 2019.
La sequenza ambientata al drive-in è stata girata in tre giorni, nel marzo 2020, presso Hawley Common e Minley Woods, in Inghilterra. Le riprese aeree in elicottero sono state effettuate durante l'ultima notte di lavorazione. Il T. rex dei giorni nostri è lo stesso individuo apparso nei precedenti film di Jurassic World e nell’originale Jurassic Park, un clone dell'esemplare preistorico. Trevorrow ha dichiarato: «È una storia delle origini, come quelle che si vedono nei film di supereroi. Il T-Rex, per me, è un supereroe». La sequenza preistorica introduce il conflitto centrale del film tra un Giganotosaurus clonato e il T. rex. Per evitare che i bambini fossero «traumatizzati» dalla morte del T. rex nel segmento cretacico, Trevorrow ha scelto di passare immediatamente alla scena del drive-in, mostrando così che l'animale era ancora vivo nella sua forma clonata.

## Distribuzione
Il filmato del prologo era inizialmente concepito per costituire i primi cinque minuti di Jurassic World - Il dominio e venne distribuito come un'anteprima di pari durata. Quest'ultima fu proiettata in esclusiva nelle sale IMAX insieme a Fast & Furious 9 - The Fast Saga, che debuttò negli Stati Uniti il 25 giugno 2021. L'anteprima venne distribuita in oltre 40 paesi, alcuni dei quali la mostrarono prima dell'uscita negli Stati Uniti. La decisione di allegare il filmato a Fast & Furious 9 - The Fast Saga anziché distribuirlo online fu presa con l'obiettivo di incentivare il ritorno del pubblico nelle sale cinematografiche durante la pandemia di COVID-19. L'anteprima IMAX includeva inoltre alcune scene aggiuntive ambientate ai giorni nostri, tra cui un Gallimimus che corre attraverso un quartiere e un Mosasaurus che attacca una barca per la pesca dei granchi. Un'altra scena mostrava un'inquadratura alternativa del cortometraggio Battle at Big Rock (2019), in cui un Allosaurus ribaltava un camper.
Poiché nel giugno 2021 il film principale era ancora in post-produzione, Trevorrow dichiarò di non essere certo che il filmato di anteprima sarebbe stato incluso nel montaggio finale. Tuttavia, il filmato venne infine escluso a causa di vincoli di durata, sebbene il regista lo ritenesse comunque narrativamente significativo e desiderasse una sua ampia distribuzione. Il prologo fu pubblicato online il 23 novembre 2021 come cortometraggio autonomo per promuovere il film principale. Trevorrow spiegò che la Universal era «totalmente d'accordo con l'idea di sperimentare la condivisione di cinque minuti di un film finito come "prologo", con sei mesi di anticipo». Alla fine, il prologo venne reintegrato nel film principale in un'edizione estesa, distribuita in 4K Ultra HD, Blu-ray e DVD il 16 agosto 2022.

## Accoglienza
Ryan Scott di /Film ha elogiato la CGI, definendola uno dei lavori di effetti visivi più impressionanti mai realizzati con l'animatronica in un film della saga di Jurassic Park. Anche Steve Weintraub di Collider ha lodato la CGI e l'attenzione ai dettagli nella rappresentazione dei dinosauri. Sebbene Simon Gallagher di Screen Rant sia rimasto colpito dalla CGI, ha sostenuto che il prologo abbia tentato, senza successo, di ricatturare la "magia" del film originale Jurassic Park.
Alcuni spettatori sono rimasti delusi dall'inclusione di teorie obsolete sui dinosauri, come la raffigurazione dell'Oviraptor come un mangiatore di uova. Ulteriori critiche hanno riguardato le inesattezze scientifiche presenti nel prologo, con alcune creature collocate in epoche o luoghi errati. Un esempio significativo è la battaglia finale tra il Giganotosaurus e il T. rex, che non avrebbe potuto verificarsi nella realtà poiché i due animali vivevano in continenti separati ed esistevano a milioni di anni di distanza l'uno dall'altro.
Lo scrittore scientifico Riley Black di Slate si è detto sorpreso dal livello delle critiche, sottolineando che esistono diverse interpretazioni sugli animali estinti e scrivendo: «Per tutto quello che abbiamo scoperto sui dinosauri, sappiamo ancora molto poco». Il paleontologo britannico Joe Bonsor, invece, ha ritenuto che le rappresentazioni dei dinosauri nel film siano per lo più accurate o comunque plausibili.